# Prunus hypotrichodes
Prunus hypotrichodes är en rosväxtart som beskrevs av Jules Cardot. Prunus hypotrichodes ingår i släktet prunusar, och familjen rosväxter. Inga underarter finns listade i Catalogue of Life.